# Takahama (Fukui)
Takahama (jap. 高浜町 Takahama-chō) – miasto w Japonii, na wyspie Honsiu, w prefekturze Fukui. Według danych na rok 2020 miejscowość zamieszkiwało 10 326 mieszkańców , a gęstość zaludnienia wyniosła 142,6 os./km².